# Ephel Duath
Ephel Duath este o formație de black metal din Padova, Italia fondată în anul 1998.